# Mise en place

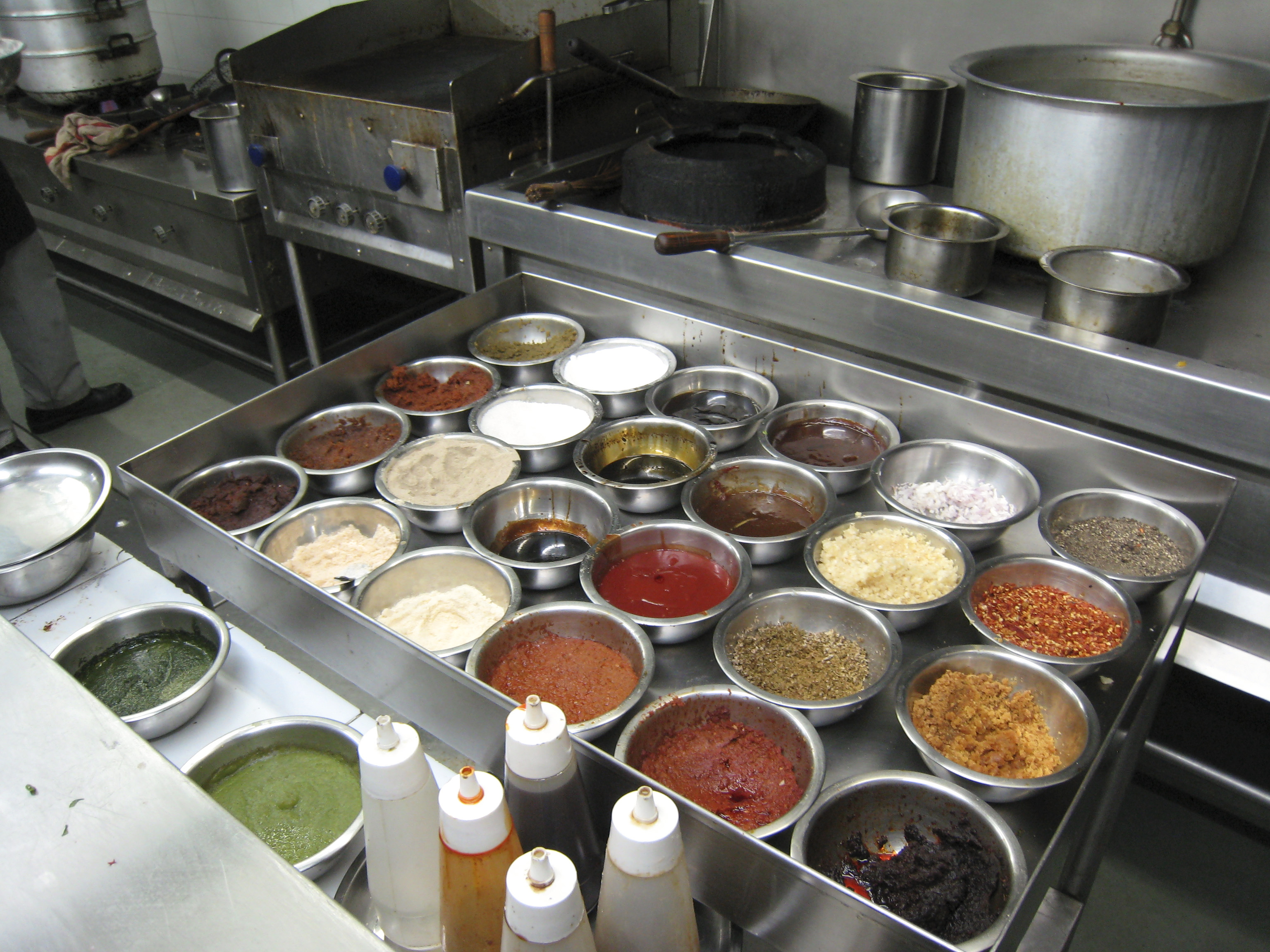
Khu vực chuẩn bị (mise en place) trong một nhà bếp chuyên nghiệp

Mise en place (phát âm tiếng Pháp: [mi zɑ̃ ˈplas]) là một cụm từ tiếng Pháp dùng trong ẩm thực, có nghĩa là "vào vị trí" hoặc "tất cả mọi thứ ở đúng chỗ của nó". Cụm từ này được dùng để đề cập đến quá trình chuẩn bị cần thiết trước khi nấu ăn. Trong môi trường làm bếp chuyên nghiệp, cụm từ 'mise en place' đề cập cụ thể đến việc chế biến và sắp xếp nguyên liệu trước khi nấu nướng để phục vụ thực khách (ví dụ, chuẩn bị thịt cắt lát, chuẩn bị rau gia vị cho món ăn, làm nước sốt, chế biến các thành phần cần được làm chín, chuẩn bị gia vị dạng bột, rau tươi xắt nhỏ, và các thành phần khác). Quá trình chuẩn bị kể trên thường được bếp chính (bếp trưởng hay bếp phó) quyết định trong lúc lập thực đơn, và các đầu bếp được phân công nhiệm vụ cần phải hoàn tất yêu cầu trong ca làm việc của họ.

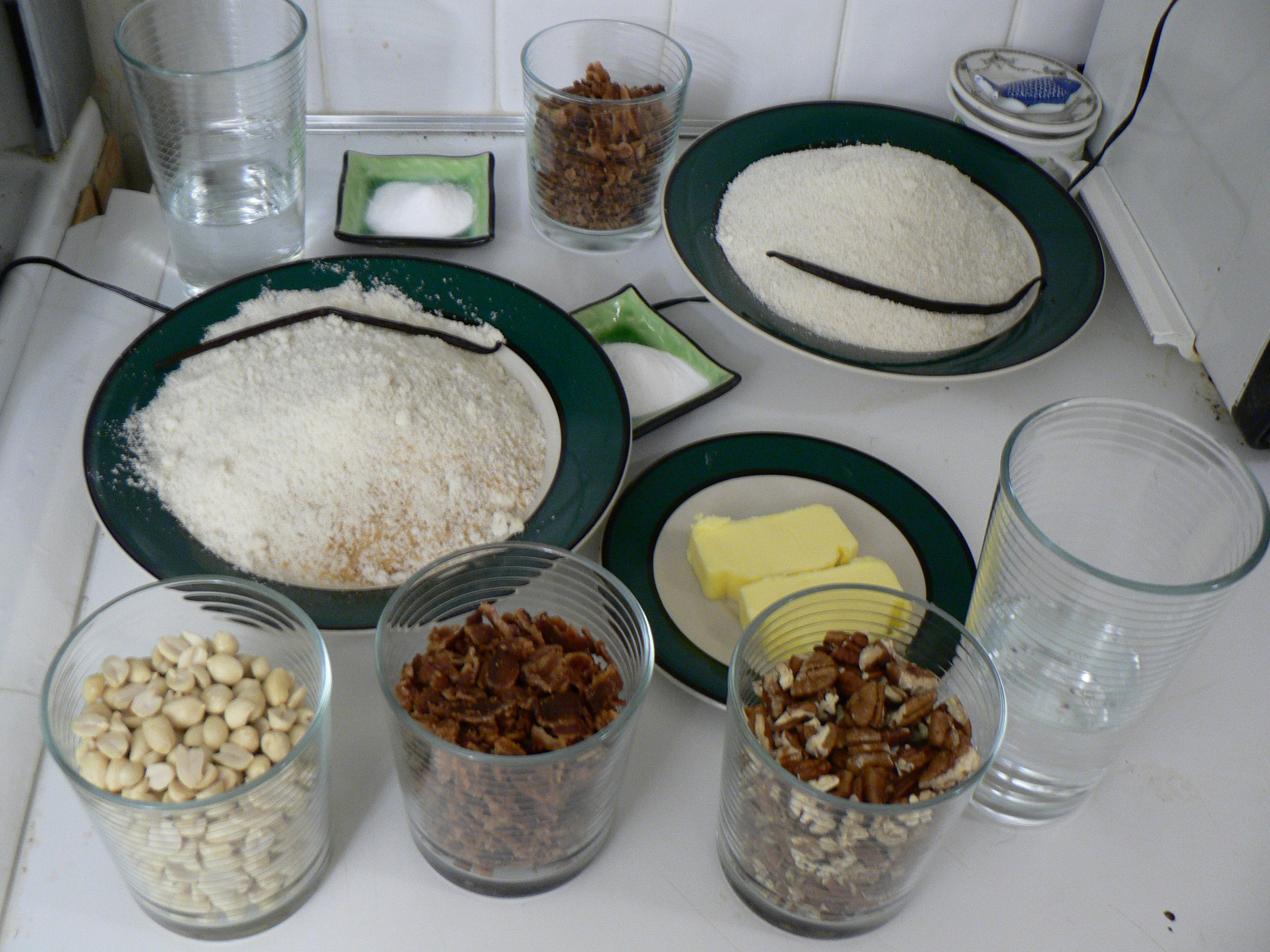
Các thành phần cho món đậu phộng giòn, được chuẩn bị và sắp xếp cẩn thận trong một gian bếp tại gia.

Quá trình chuẩn bị này có thể được áp dụng trong bếp ăn của hộ gia đình.
Trong nhà bếp, 'mise en place' có thể được dùng như một Danh từ (nghĩa là 'việc chuẩn bị và sơ chế nguyên liệu'), hoặc một Động từ (tức là 'quá trình chuẩn bị'), hoặc một Trạng thái của tâm lý con người (xem phần bên dưới). Ý nghĩa rộng hơn của thuật ngữ này có thể được áp dụng cho môi trường trường học, bệnh viện, và các nơi khác.

## Ý nghĩa của cụm 'mise en place' bên ngoài phạm trù nấu nướng
Thuật ngữ này đã và đang được sử dụng bên ngoài phạm trù nấu ăn: nhà tâm lý học Weisberg và đồng sự đã sử dụng cụm từ để chỉ "cách thức mà trong một bối cảnh nhất định, lập trường của một người có thể gây ra những hạn chế đối với khả năng hành động của chính người đó, trong chính bối cảnh đó; và cách thức mà những đánh giá, suy xét dựa vào những hạn chế kể trên có thể tác động đến hành vi của họ." Weisberg và đồng sự đã sử dụng thuật ngữ này trong một nghiên cứu mà ở đó, một trường học sau khi loại bỏ các biện pháp an ninh (như máy dò kim loại và song sắt cửa sổ) lại trở nên an toàn hơn so với khi sử dụng biện pháp an ninh.

## Liên kết khác
- Trang web gọi món thảo luận về mis en place
- Câu chuyện của NPR Morning Edition về Mis en place
- “Mise en Place”: Trở nên Hiệu quả hơn trong Bếp và Trong Cuộc sống: một bài báo về việc triển khai khái niệm về mis en place.